# Albanie au Concours Eurovision de la chanson 2012
L'Albanie participe au Concours Eurovision de la chanson 2012 et sélectionne son représentant par la sélection nationale "Festivali I Këngës" 2011, organisé par le diffuseur RTSH. L'édition 2012 est la neuvième participation de l'Albanie au concours. Le pays est représenté par Rona Nishliu et sa chanson Suus.

## Festivali I Këngës50
La RTSH a confirmé sa participation pour le Concours 2012 dans l'émission "Historia nis këtu" (L'histoire commence ici). La finale nationale permettant de sélectionner le représentant albanais pour l'Eurovision 2012 sera encore le Festivali I Këngës. Cette année le Festivali I Këngës fêtera son 50e anniversaire, et se déroulera en décembre 2011, et connu comme le "Festival de fin d'année",,. L'émission sera présentée par Adi Krasta.

### Demi-Finale 1
| #  | Artiste              | Chanson                    |
| -- | -------------------- | -------------------------- |
| 1  | Gerta Mahmutaj       | "Pyete zemrën"             |
| 2  | Entela Zhula         | "Ndjehem Bosh"             |
| 3  | Bashkim Alibali      | "Këngën time merr vehtë"   |
| 4  | Samanta Karavello    | "Zgjomë një tjetër ëndërr" |
| 5  | Endri & Stefi Prifti | "Iluzion"                  |
| 6  | Rona Nishliu         | "Suus"                     |
| 7  | Rudina Delia         | "Më kërko"                 |
| 8  | Marjeta Billo        | "Vlen sa një jetë"         |
| 9  | Claudio La Regina    | "Kur të pasha"             |
| 10 | Hercina Matmuja      | "Aty ku më le"             |
| 11 | Orinda Huta          | "Dorëzohem"                |
| 12 | Altin Goci           | "Kthehem prap"             |
| 13 | Elton Deda           | "Kristal"                  |
| 14 | Evans Rama           | "Ti nuk mundesh"           |

### Demi-Finale 2
| #  | Artiste             | Chanson                  |
| -- | ------------------- | ------------------------ |
| 1  | Toni Mehmetaj       | "Ëndrra e parë"          |
| 2  | Dr. Flori           | "Personale"              |
| 3  | Kamela Islamaj      | "Mbi yje"                |
| 4  | Frederik Ndoci      | "Oh... jeta ime"         |
| 5  | Marsida Saraçi      | "Eja më merr"            |
| 6  | Bojken Lako & Breza | "Të zakonshëm"           |
| 7  | Sindi Berisha       | "Braktisur"              |
| 8  | Mariza Ikonomi      | "Më ler të të dua"       |
| 9  | Kujtim Prodani      | "Digjem"                 |
| 10 | Iris Hoxha          | "Pa ty"                  |
| 11 | Saimir Braho        | "Ajër"                   |
| 12 | Goldi Halili        | "Rroj për dashurinë"     |
| 13 | Xhensila Myrtezaj   | "Lulet mbledh për hënën" |
| 14 | Elhaida Dani        | "Mijra vjet"             |

### Finale
| #  | Artiste              | Chanson                    | Points | Place |
| -- | -------------------- | -------------------------- | ------ | ----- |
| 1  | Bojken Lako & Breza  | "Të zakonshëm"             | 18     | 10    |
| 2  | Saimir Braho         | "Ajër"                     | 50     | 3     |
| 3  | Marjeta Billo        | "Vlen sa një jetë"         | 0      | 14    |
| 4  | Hercina Matmuja      | "Aty ku më le"             | 0      | 14    |
| 5  | Xhensila Myrtezaj    | "Lulet mbledh për hënën"   | 8      | 13    |
| 6  | Toni Mehmetaj        | "Ëndrra e parë"            | 10     | 12    |
| 7  | Iris Hoxha           | "Pa ty"                    | 19     | 9     |
| 8  | Gerta Mahmutaj       | "Pyete zemrën"             | 0      | 14    |
| 9  | Bashkim Alibali      | "Këngën time merr vehtë"   | 0      | 14    |
| 10 | Altin Goci           | "Kthehem prap"             | 38     | 5     |
| 11 | Elton Deda           | "Kristal"                  | 55     | 2     |
| 12 | Endri & Stefi Prifti | "Iluzion"                  | 25     | 6     |
| 13 | Rona Nishliu         | "Suus"                     | 77     | 1     |
| 14 | Kamela Islamaj       | "Mbi yje"                  | 25     | 6     |
| 15 | Frederik Ndoci       | "Oh... jeta ime"           | 0      | 14    |
| 16 | Mariza Ikonomi       | "Më ler të të dua"         | 13     | 11    |
| 17 | Elhaida Dani         | "Mijra vjet"               | 0      | 14    |
| 18 | Rudina Delia         | "Më kërko"                 | 0      | 14    |
| 19 | Samanta Karavello    | "Zgjomë një tjetër ëndërr" | 47     | 4     |
| 20 | Dr. Flori            | "Personale"                | 21     | 8     |

## À l'Eurovision
L'Albanie a participé au Concours Eurovision de la chanson 2012 à Bakou en Azerbaïdjan et a obtenu la deuxième place dans la première demi-finale le 22 mai avec 146 points. Lors de la finale du 26 mai, elle a terminé à la 5e place avec 146 points.